# Holger Wesemüller
Holger Wesemüller (* 1948 in Bremen) ist ein deutscher Umweltingenieur.

## Leben
Nach einem Praktikum im Garten- und Landschaftsbau studierte Wesemüller von 1968 bis 1975 Landespflege an der Universität in Hannover. Anschließend an die Tätigkeit als wissenschaftlicher Mitarbeiter an der Universität wechselte der Diplomingenieur 1977 in den staatlichen Naturschutz Niedersachsens. Als Mitautor des Niedersächsischen Schutzprogramms für das Wattenmeer wirkte er als Sachverständiger im Beirat für Naturschutz und Landschaftspflege des Bundeslandwirtschaftsministeriums mit.
Von 1980 bis 2003 baute er beim WWF Deutschland den Fachbereich Meere & Küsten auf. Unter seiner Leitung wurden Naturschutzprojekte im nationalen und internationalen Rahmen betrieben, darunter der Trilaterale Wattenmeerschutz und die Einrichtung von Meeresschutzgebieten. Schließlich leitete Wesemüller die WWF-Vertretung in Berlin.
1984 erhielt Wesemüller für sein langjähriges Engagement für das Wattenmeer die Bodo-Manstein-Medaille des Umweltverbands BUND.
Als Gründungsmitglied von Europarc Deutschland (heute: Nationale Naturlandschaften) gehört Wesemüller seit März 2003 dessen Vorstand an und widmet sich vorrangig der Einrichtung eines länderübergreifenden Systems für Großschutzgebiete. Ein Erfolg ist beispielsweise die Aufnahme des Nordsee-Wattenmeeres als größtes zusammenhängendes Wattgebiet der Erde in das UNESCO-Welterbe am 26. September 2009.